# Nikolaus Widemar
Nikolaus Widemar, eigentlich Nikolaus Albrecht, war ein deutscher Buchdrucker während der Reformationszeit. Als Drucker unter anderem von Martin Luther, Philipp Melanchthon, Hans Sachs und insbesondere als alleiniger Drucker Thomas Müntzers in den Jahren 1523 und 1524 hatte er maßgeblichen Anteil an der Verbreitung reformatorischer Ideen in der Frühzeit der Reformation.

## Leben

### Zeit in Leipzig und Grimma
Über das Leben Nikolaus Widemars ist wenig bekannt. Wahrscheinlich wurde er Ende des 15. Jahrhunderts geboren. Widemar wurde 1512 erstmals in Leipzig in einer Schuldsache erwähnt. 1518 verbürgte sich der Drucker Martin Landsberg für ihn über einen Betrag von 17 Gulden. Ostern 1522 spricht er zusammen mit dem Drucker Wolfgang Stöckel vor dem Leipziger Rat vor, um den Kaufvertrag für ein Haus in der Grimmaischen Gasse abzuschließen. Es handelte sich um das Haus von Valentin Schumann senior. 1524 verbürgte sich Wolfgang Stöckel für Widemar, der eine Schuld über 10 Gulden gegenüber Hermann Krafft aus Nürnberg für eine Papierlieferung hatte. Widemar war als Geselle in der Offizin von Stöckel beschäftigt. 1522 und 1523 ist Widemar in Grimma nachgewiesen. Seit der zweiten Hälfte des Jahres 1523 sind reformatorische Drucke Widemars nachweisbar, die Eilenburg als Druckort angeben. Darüber hinaus unterhielt Widemar kurze Zeit eine Filiale in Allstedt, wo Thomas Müntzer zu dieser Zeit als Prediger wirkte und wo zwei seiner Schriften im Druck erschienen, darunter die Fürstenpredigt.

### Widemarsche Druckerei zu Eilenburg
Seit 1523 war Nikolaus Widemar in Eilenburg nachweisbar. Die ablehnende Haltung des Herzogs Georg des Bärtigen gegenüber der Reformation ließ den Druck von Reformationsschriften im albertinischen Leipzig riskant erscheinen. Unter anderem musste sich Wolfgang Stöckel 1522 vor dem Leipziger Rat wegen des Drucks zweier reformatorischer Flugschriften verantworten. Um der Verfolgung und Bestrafung zu entgehen, war ein Ort im ernestinischen Kursachsen unter der Regierung des liberaleren Friedrich III. zweckmäßig. Eilenburg schien in besonderem Maße geeignet, da sich die Reformation hier unter dem Schutz des Magistrats schon 1522 durchsetzen konnte. Der Sohn Wolfgang Stöckels, Jacob, war an der Eilenburger Druckerei beteiligt, erscheint allerdings nur einmal als Drucker, so dass seine Mitarbeit wohl nur eine Episode darstellte. Das Druckprogramm wurde hingegen von Widemar gestaltet, der auch die Geschäftsbeziehungen zu Müntzer und Haferitz unterhielt. So erschienen in Eilenburg unter anderem mindestens fünf Streitschriften Müntzers, sowie Schriften vieler weiterer Persönlichkeiten der Reformation, etwa Die Wittenbergisch Nachtigall von Hans Sachs. Eine Übersicht der in Eilenburg erschienenen Drucke befindet sich unten. Die Druckerei stellte wohl Mitte des Jahres 1524 ihre Arbeit ein. Die Ausrüstung wurde ab 1525 in der Werkstatt von Heinrich Öttinger wiederverwendet.

### Späte Jahre
Am 9. September 1524 erwarb Widemar das Bürgerrecht in Eilenburg und verbrachte wahrscheinlich den Rest seines Lebens in dieser Stadt. Von 1541 bis 1546 war er dort Amtsverweser.

## Drucke

Thomas Müntzer: Ordnung und Berechnung des Deutschen Amtes, 1524, Titel

### Eilenburg
- Johann Diebold: Ein Nutzlicher Sermon von der rechte Euangelische maß. 1523.
- Tobias Faber: Ein Sermon, wie ein Christen mensch in der gunst gottes erfunden werden sal. 1523.
- Handlung des Bischoffs von Wirtsburg vnd beder gefangen geystlicher Doctoren fruntschafft, Eelich verheyratung betreffendt. 1523.
- Thomas Müntzer: Deutzsch kirch ampt. 1523.
- Thomas Müntzer: Ein ernster sendebrieff an seine lieben bruder zu Stolberg. 1523.
- Hans Sachs: Die Wittenbergisch Nachtigall. 1523. (Digitalisat)
- Georg Schönichen: Allen brudern zcu dresden dy den Ewangelio Holt sein Wunscht George Schonichen zu Eylenburgk dy Genade Gottes. 1523.
- Georg Schönichen: Den achtbarn und hochgelerten zu Leypßck, Petro Mosellano Rectori, Ochßenfart prediger zu St. Nicolao, Andree Camiciano … 1523. (Digitalisat)
- Georg Schönichen: Auff die underricht des hochgelerten Doctoris, Ern Hieronimy Tungirßheim … 1523. (Digitalisat)
- Jacob Strauß: Kurtz vnd verstendig leer. 1523.
- Stephan Agricola: Ein bedencken des agricola Boius. 1524.
- Matthias Becker: Ein Sermon, welcher den haußvater anzceygt, der dy arbeyter in seynen weingarten mytet. 1524.
- Eine Christliche vnterricht vnd vormanunge an alle fromme Christe menschen. 1524.
- Eine Christliche vnterricht vnd vormanunge an die pfarleute vnd ynwoner gemein der kirchen sanct Caterinen der alten stat Magdeborck. 1524.
- Johann Eberlin von Günzburg: Mich wundert das kein gelt im land ist. 1524.
- Argula von Grumbach: Ein Christelich schrifft. 1524.
- Simon Haferitz: Ein Sermo von Fest der heilygen dry konig. 1524.
- Wenzeslaus Linck: Vrsachen Warumb das Euangelium vorachtet wirt von den menschen. 1524.
- Wenzeslaus Linck: Von Testamente der sterbenden menschen. 1524.
- Martin Luther: Drey schone Sermon zu Born gepredigt. 1524.
- Pseudo Martin Luther (mglw. Matthäus Hiscold): Von zweyerley menschen. 1524.
- Philipp Melanchthon: Vom Ergebnis des glawbens vnd der liebe. 1524.
- Nikolaus Martini: Entschuldigung wider etlicher affterkoser die sich nach seinen abscheyd von Magdeburg begeben haben. 1524.
- Thomas Müntzer: Ordnung vnd berechnunge des Teutschen ampts. 1524.
- Thomas Müntzer: Protestation und empietung. 1524.
- Thomas Müntzer: Von dem getichten glawbe. 1524.
- Diepold Peringer: Ein Sermon gepredigt vom Pawren zu Werdt. 1524.
- Hans Sachs: Disputatio zwischen eynem Chorherren vnd Schuchmacher. 1524.
- Hans Sachs: Ein gesprech eines euangelischen Christe mit einem Lutherischen. 1524.
- Vom zutrincken laster vnnd mißbrauch die schantlichen darauß erfolgen. 1524.
- Eberhard Weidensee und Johannes Fritzhans: Ein erklerung der achzcen artikel durch die prediger zu Magdeburg außgange. 1524.

### Allstedt
- Thomas Müntzer: Außlegung des andern vnterschyds Danielis. 1524.
- Thomas Müntzer: Deutsch euangelisch Messze. 1524.

## Ehrung
Im Zuge der Erschließung des Gewerbegebietes Am Schanzberg in Eilenburg Mitte der 1990er Jahre erhielt eine dortige Straße den Namen Nikolaus-Widemar-Straße. Sie befindet sich in der Nähe der Stora-Enso-Papierfabrik, in der Zeitungsdruckpapier hergestellt wird.